# John Bull (compositeur)
Pour les articles homonymes, voir John Bull et Bull.
John Bull (1562 ou 1563 - 12 mars 1628) est un compositeur anglo-flamand, également musicien et facteur d'orgue. Interprète renommé au clavier, la majeure partie de ses compositions ont été écrites pour les instruments à clavier (orgue, clavecin, virginal..).

## Biographie
Il est probablement né à Radnorshire, au Pays de Galles. En 1573, il devient membre du chœur de la cathédrale d'Hereford et l'année suivante chante avec les « Children of the Chapel Royal » à Londres, où il étudie avec William Blitheman et William Hunnis ; il apprend également à jouer de l'orgue à cette même époque.
En 1586, il est diplômé de l'université d'Oxford, et devient gentleman de la chapelle royale la même année. Il devient organiste de la chapelle royale en 1591 ; en 1592, il obtient un doctorat d'Oxford, et devient professeur de musique au Gresham College sur la recommandation de la reine Élisabeth. À la mort de cette dernière, il entre au service du roi Jacques Ier. C'est pendant cette période qu'il va établir sa réputation de compositeur, d'organiste et d'improvisateur.
Néanmoins, et malgré la reconnaissance de ses talents, sa vie privée lui cause quelques déboires. Il sera obligé de quitter son poste au Gresham College après avoir rendu enceinte une femme avant de s'être marié; bien qu'ayant contracté mariage deux jours après son renvoi, il ne put jamais réintégrer le collège.
Bull quitta l'Angleterre secrètement en toute hâte en 1613, fuyant la colère de l'archevêque de Canterbury et du roi Jacques Ier lui-même. L'envoyé d'Angleterre aux Pays-Bas, après avoir tenté de le couvrir (mais y renonçant finalement par crainte pour sa propre position s’il persistait) écrivit au roi au début de 1614 :
| « ... Bull did not leave your Majesties service for any wrong done to him... but did in that dishonest matter steal out of England through the guilt of a corrupt conscience, to escape the punishment, which notoriously he had deserved, and was designed to have been inflicted on him by the hand of justice, for his incontinence, fornication, adultery, and other grievous crimes. » |  |  | « ... Bull n'a pas quitté le service de Votre Majesté en raison d'un tort qui lui aurait été causé... mais a fui l'Angleterre de cette manière malhonnête en raison de la culpabilité de sa conscience corrompue, pour échapper à la punition, qu'il a notoirement méritée, et qui devait lui être infligée par la main de la justice, pour son incontinence, fornication, adultère et autres crimes. » |

L'archevêque de Canterbury disait de lui l'année précédente : « l'homme a plus de talents musicaux que d'honnêteté et est aussi célèbre pour déflorer les vierges qu'il l'est pour son doigté sur les orgues et les virginaux ».
Bull resta aux Pays-Bas, où il ne sembla plus rencontrer de nouvelles mésaventures. En 1615 la cathédrale d'Anvers le rémunérait comme organiste assistant, puis comme titulaire en 1617. Il écrivit une série de lettres lors de son séjour aux Pays-Bas, dont une au maire d'Anvers, clamant que la raison de son départ d'Angleterre était la volonté d'échapper à une persécution religieuse, étant catholique romain; il semble que l'on ait donné du crédit à ces affirmations car il ne fut jamais renvoyé vers l'Angleterre. Pendant qu'il se trouvait à Anvers, il rencontra Jan Pieterszoon Sweelinck, le compositeur le plus influent dans le domaine des instruments à clavier à cette époque.
Au cours des années 1620, il poursuivit sa carrière comme organiste et facteur d'orgue. Il meurt à Anvers.

## Œuvre
Bull est l'un des plus célèbres compositeurs pour instruments à clavier du début du XVIIe siècle, seulement surpassé par Sweelinck aux Pays-Bas et Frescobaldi en Italie. Il a laissé de nombreuses œuvres pour virginal, dont certaines furent réunies dans le Fitzwilliam Virginal Book.
Sa première publication, en 1612 ou 1613, était un recueil de musique pour virginal intitulé Parthenia, or the Maydenhead, dédié à la princesse Élisabeth alors âgée de 15 ans et qui était son élève. Il écrivit aussi un anthem, God the father, God the son, pour le mariage en 1613 de la princesse avec le prince Friedrich, l'électeur palatin.
Ses trois séries de variations sur la chanson de Noël Een kindeken is ons gheboren témoignent de l’influence qu'il subit de son entourage flamand à Bruxelles et Anvers, et nous sont parvenues par les copies qu’en fit Guilielmus Messaus, maître de chant à l’église Sainte-Walburge d’Anvers et lui-même compositeur d’un grand nombre de Cantiones natalitiæ, dont une Een kindeken is ons geboren.
Outre ses compositions pour clavier, il écrivit des anthems, des canons et d'autres ouvrages. La plupart de sa musique fut perdue lors de sa fuite hors d'Angleterre ; une partie fut détruite et certaines œuvres furent volées par d'autres compositeurs, les recherches sur le style entreprises au XXe siècle permettant de corriger parfois ces attributions erronées. Un des recueils les plus originaux de cette période est un livre contenant cent-vingt canons destinés à l'orgue, un étonnant étalage de virtuosité contrapunctique digne de Ockeghem ou Bach. Cent-seize de ces cent-vingt canons sont basés sur le Miserere. Les techniques pour transformer ce simple thème sont la diminution, l'augmentation, le canon rétrograde et des mesures de temps différents mêlées. Une partie de sa musique, contenue dans le Fitzwilliam Virginal Book est d'un caractère plus léger et utilise des titres fantaisistes : A Battle and No Battle, Bonny Peg of Ramsey, The King's Hunt, Bull's Good-Night.

## Discographie
- Bob van Asperen, [13] Pièces pour clavecin (1983 - Warner/Teldec)
- Étienne Baillot, [12] Pièces pour orgue (1984 - K617 K617003) - Sur l'orgue du triforium de la Cathédrale Metz.
- Pierre Hantaï, Doctor Bull's good Night (1994 - Astrée/Auvidis E 8543)
- Peter Watchorn et Mahan Esfahani, Œuvres pour clavier, vol. 1 [22 pièces] (juillet 2007, 2CD Musica omnia) (OCLC 937844381)
- Pieter-Jan Belder, Fitzwilliam Virginal Book volumes 1 et 4 – I. : Bull, Byrd, Farnaby, Gibbons, Morley, Pḧilips, Tomkins ; IV. : Farnaby, Bull (septembre et octobre 2011/mai et juin 2012 - 2x2CD Brilliant Classics) — contient les 44 pièces du Fitzwilliam.
- Masters of Early English Keyboard Music V - John Bull. (Thurston Dart - Harpsichord). London/Editions de l'Oiseau-Lyre (Mono OL 255) 1962

## Éditions modernes
- Keyboard Music I - éd. de John Steele et Francis Cameron, modifiée par Alan Brown. Musica Britannica 14, 1960, rééd. 2001.
- Keyboard Music II - éd. de Thurston Dart. Musica Britannica 19, 1963, rééd. 1970.